# Belevaló papapótló
A Belevaló papapótló (eredeti cím: Uncle Buck) 1989-ben bemutatott amerikai filmvígjáték, melynek forgatókönyvírója és rendezője John Hughes. A főszerepben John Candy és Amy Madigan látható.
A filmet 1989. augusztus 16-án mutatták be a mozikban a Universal Pictures forgalmazásában, és 15 millió dolláros költségvetéséből 79,2 millió dolláros bevételt hozott.

## Cselekmény
Bob és Cindy Russell és három gyermekük, a 15 éves Tia, a 8 éves Miles és a 6 éves Maizy nemrég költöztek át Indianapolisból a Chicago kertvárosába Bob előléptetése miatt.
Egy késő este telefonhívást kapnak Cindy nagynénjétől Indianapolisból, amelyben közlik velük, hogy Cindy apja szívrohamot kapott. A szülők azonnali indulást terveznek, hogy vele lehessenek. A hír hallatán Tia, aki elkeseredett a költözésre kényszerítés miatt, azzal vádolja Cindyt, hogy elhagyta az apját. Bob azt javasolja, hogy kérje meg a bátyját, Buckot (aki egy jó kedélyű agglegény, de a gyereknevelésben semmi tapasztalata nincs), hogy vigyázzon a gyerekekre, ami ellen Cindy tiltakozik; Buckot rossz hatásúnak és kudarcnak tartja. Ellentétben Russellék középosztálybeli életmódjával, Buck kis lakásban él Chicagóban, iszik, szivarozik, manipulált lóversenyeken való fogadásokkal keresi a kenyerét, és egy lerobbant 1977-es Mercury Marquis-t vezet, amelynek a gyújtása rosszul van beállítva és ezért induláskor sűrű füstöt lövellve és robbanásszerű hangot kiadva „visszalő”.
Cindy azt javasolja, hogy inkább a szomszédoktól kérjenek segítséget, de kiderül, hogy azok Floridában nyaralnak, így Buck marad az egyetlen lehetőségük. Bár Buck vidáman elvállalja a feladatot, a nyolc éve meglévő barátnőjével, Chanice-szel kerül emiatt összetűzésbe. A lány szeretne megházasodni és családot alapítani, Buck azonban vonakodik ettől, mivel szereti a szabad életstílusát. Mégis, hogy csillapítsa a lány elégedetlenségét, Buck vonakodva elfogadja az állást a lány gumiboltjában. Amikor a férfi közli vele, hogy családi vészhelyzet miatt még nem tudja elkezdeni a munkát, Chanice azt feltételezi, hogy Buck szokásához híven hazudik és így próbál kibújni a munka alól.
Megérkezése után Buck megküzd Cindy vele szemben tanúsított rideg viselkedésével, és azt veszi észre, hogy ollóval kivágták Bob és Cindy esküvői fotójáról. Ennek ellenére hamar összebarátkozik Miles-szal és Maizyvel, ám a lázadó Tia pimasz és ellenséges vele szemben. Amikor Buck megismerkedik Tia ellenszenves barátjával, Buggal, figyelmezteti a lányt, hogy Bug csak a szex miatt érdeklődik iránta, és többször is meghiúsítja a lány tervét, hogy elszökjön vele randevúzni. 
A következő napokban számos helyzetet komikusan kezel, többek között elviszi a gyerekeket a kedvenc bowlingpályájára, hatalmas palacsintát süt Miles születésnapjára, kidob egy részeg születésnapi bohócot az ingatlanból, leszidja az iskola túl szigorú igazgatóhelyettesét Maizy osztályban tanúsított viselkedése miatt, és elintézi a mosást akkor is, amikor a mosógép nem működik. 
Tia bosszút áll Buckon, amiért beleavatkozott a kapcsolatába, azzal, hogy elhiteti Chanice-val, hogy azt higgye, Buck megcsalja őt a szomszédjukkal, Marcie-val. Másnap Chanice átjön, hogy szembesítse Buckot azzal, amit hallott, de még dühösebb lesz, amikor Buckot Marcie-val táncolva találja a nappaliban; Chanice inkább otthagyja őket.
A következő hétvégén, miután Tia elszökik egy buliba, Buck úgy dönt, hogy inkább megkeresi a lányt, minthogy részt vegyen egy lóversenyen, amely az egész következő évre elegendő pénzt biztosított volna számára. Felhívja és megkéri Chanice-t, hogy vigyázzon Milesra és Maizyre, amíg ő Tia után kutat. 
A partin azt hiszi, hogy Bug kihasználja Tiát egy hálószobában, ezért a zár kifúrásával erőszakkal kinyitja az ajtót, és rátalál Bugra, aki egy másik lánnyal van. Miután megtalálja az utcán kóborló Tiát, a lány könnyes szemmel bocsánatot kér tőle, és elismeri, hogy igaza volt Buggal kapcsolatban. Buck ezután felfedezi Bugot, akit ragasztószalaggal megkötözve a kocsija csomagtartójában helyez el. Miután kellően megfélemlítette, Buck kiengedi Bugot a csomagtartóból, hogy bocsánatot kérjen tőle. Amikor Bug kiszabadul, azzal fenyegetőzik, hogy beperli Buckot, és félelmében menekülni kezd. Buck a menekülése közben golflabdákkal többször eltalálja.
Otthon Tia segít Bucknak kibékülni Chanice-szel, beismeri a hazugságát, és azt mondja Chanice-nak, hogy Buck jó férj és apa lenne. Buck beleegyezik abba is, hogy elkezdjen dolgozni a műhelyben, és Chanice-szel újra összejönnek.
Cindy apja felépül, Cindy és Bob hazatér Indianapolisból. A házba lépve Tia egy tőle szokatlan öleléssel lepi meg az anyját. Az egész Russell család elbúcsúzik Bucktól és Chanice-tól, amikor visszaindulnak a lakásukba. Buck és Tia bensőséges búcsúintést váltanak.

## Szereplők
- John Candy – Buck Russell, nagybácsi (Koroknay Géza)
- Jean Louisa Kelly – Tia Russell (Murányi Tünde)
- Macaulay Culkin – Miles Russell (Jávor Dani)
- Gaby Hoffmann – Maizy Russell (Horváth Hanga)
- Garrett M. Brown – Bob Russell, apa (Rosta Sándor)
- Elaine Bromka – Cindy Russell, anya (Pregitzer Fruzsina)
- Amy Madigan – Chanice Kobolowski, Buck barátnője (Esztergályos Cecília)
- Jay Underwood – Bug, Tia átmeneti barátja (Bartucz Attila)
- Brian Tarantina – E. Roger Coswell (Kassai Károly)
- Laurie Metcalf – Marcie Dahlgren-Frost (Dancsházi Hajnal)
- Suzanne Shepherd – Anita Hoargarth igazgatóhelyettes (Máthé Erzsi)
- Mike Starr – Pooter, bohóc
- William Windom  – Mr. Hatfield hangja

A főszerepre szóba került Danny DeVito, Tom Cruise, Robin Williams, Tom Hanks, Jack Nicholson, John Travolta, Michael Keaton, George Wendt, Chevy Chase, Dan Aykroyd, John Goodman, Ed O'Neill és Joe Pesci is, mielőtt John Candy kapta volna meg. Ez volt Jean Louisa Kelly első nagyjátékfilmje.

## Szinkron
Az első magyar szinkron 1991-ben készült, rendezője Tomasevics Zorka volt.

## Bevétel
A film 8,8 millió dollárt keresett a nyitóhétvégén 1804 moziban, és az első helyre került a kasszasikerlistán. További három hétig maradt az első helyen, mielőtt A szerelem tengere a második helyre taszította volna. Az amerikai bevételi listán 1989-ben a 18. helyet szerezte meg, világszerte pedig közel 80 millió dollárt keresett a film a bemutatása óta.

## Remake
1991-ben a filmet malajálam nyelven újraforgatták és Uncle Buck címmel mutatták be.

## Fordítás
- Ez a szócikk részben vagy egészben  az   Uncle Buck című angol Wikipédia-szócikk fordításán alapul.  Az eredeti cikk szerkesztőit annak laptörténete sorolja fel. Ez a jelzés csupán a megfogalmazás eredetét és a szerzői jogokat jelzi, nem szolgál a cikkben szereplő információk forrásmegjelöléseként.